# Флорис V
Флорис V (нидерл. Floris V, нем. Florens V, июль 1254 — 27 июня 1296), граф Голландии и Зеландии с 1256 года, предпоследний представитель фризской династии Герульфингов. Один из кандидатов на шотландский королевский престол в 1291 году, в ходе «Великой тяжбы». Сын антикороля Вильгельма II и Елизаветы Брауншвейгской.

## Детство
Отец Флориса Вильгельм (1227—1256) вёл успешные войны против западных фризов. Но во время одного из походов  при попытке пересечь замерзшее озеро антикороль потерял лошадь, провалившуюся под лёд, и 28 января 1256 года был убит фризами, которые спрятали тело.
После смерти в 1256 году своего отца Вильгельма II, Флорис в 4 года стал графом. С 1256 до 1258 годы его регентом был дядя Флорис. После того, как дядя погиб на турнире в 1258 году, правила тетя графа — Аделаида Голландская. Правление Аделаиды вызвало сопротивление части знати, и они призвали Оттона II Тонкого, графа Гельдерна. Оттон, победив 22 января 1263 года при Реймерсвале  Аделаиду, стал до совершеннолетия Флориса регентом.

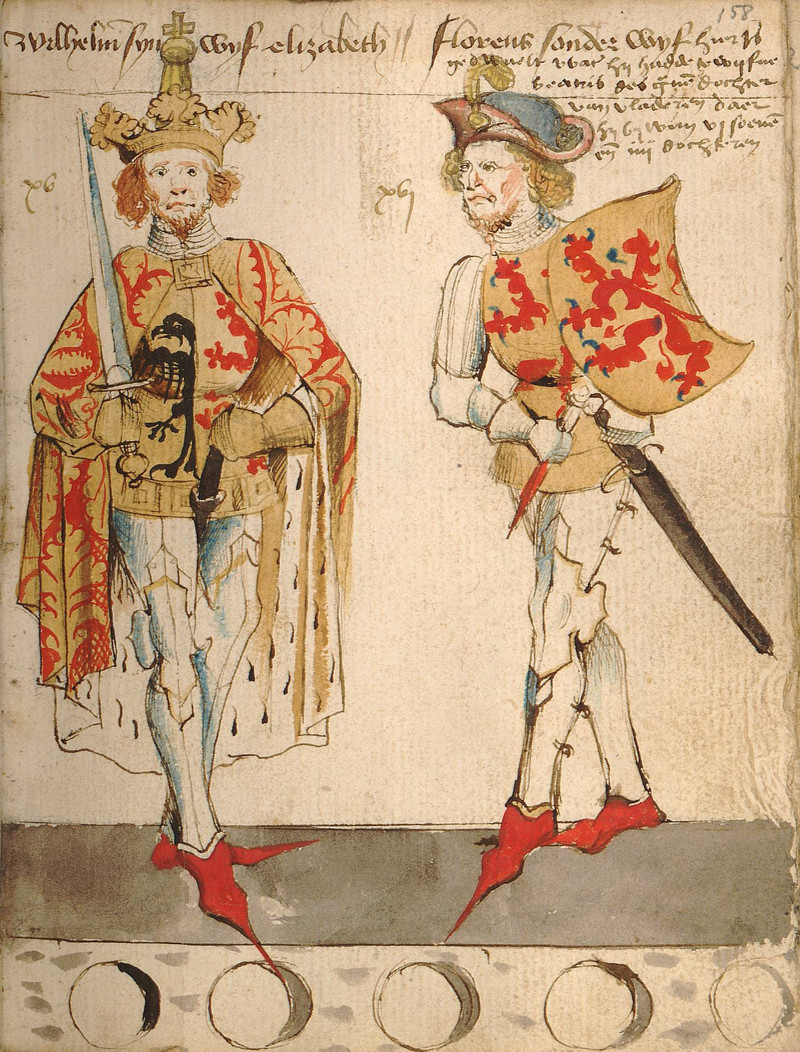
Антикороль Вильгельм II (слева) и его сын Флорис (справа) XV век

## Правление

### Голландия
В 1266 году Флорис начал самостоятельное правление.
В 1272 году? пытаясь вернуть тело отца, Флорис совершил неудачный поход на западных фризов. Из Кеннемерланда восстание переместилось на север Голландии. В 1274 году к восстанию присоединились дворяне во главе с влиятельными лордами Гейсбрехтом IV ван Амстелом, Зведером Абкоуде (англ. Zweder Abcoude), Арнаудом ван Амстелом, и Германом VI ван Вурденом, владевшими землями на границе Утрехта и Голландии. Их поддержали цеха Утрехта, крестьяне Кеннемерланда (Алкмар, Харлем и др), Ватерланд (к северу от Амстердама) и Амстелланд (Амстердам и др) и западные фризы. Епископ Утрехта Иоанн I Нассау, был изгнан. Флорису путём уступок удалось замирить Утрехт и Кеннемерланд. Это поставило епископа Утрехта в зависимость от поддержки Голландии, и в конечном счете привело к присоединению в 1279 году земель недовольных вассалов епископа к Голландии. По примеру Кеннемерланда Флорис провел прокрестьянские реформы во всех своих владениях за что и получил прозвище Крестьянский Бог.

### Отношения с Фландрией
В 1272 году разорвал союз с Авенами, правившими Генегау и поддержал Дампьеров, правивших Фландрией. Брак Флориса с Беатрисой — дочерью Ги Дампьера, графа Фландрии давал шанс завершить столетнюю борьбу Голландии и Фландрии за Зеландию.
В 1282 году Флорис снова напал на фризов на севере, победил их при Вронене и перезахоронил тело отца. После кампании 1287—1288 годов он окончательно победил фризов. В 1287 году его права на Зеландию были подтверждены императором, но зеландская знать обратилась к графу Фландрии, который вторгся в 1290 году. Договорившись о встрече с тестем, Флорис был взят в плен. Под давлением Англии Ги был вынужден отказаться от требований и затем освободить зятя из Бервилета (англ. Biervliet).
Флорис планировал возобновить войну, но Эдуард I, заинтересованный в нидерландской шерсти и других товарах, убедил Флориса закончить военные действия с Фландрией.

### Союз с Англией
В 1281 году Флорис обручил свою дочь с английским наследником престола (на тот момент), но ранняя гибель принца помешала свадьбе. В 1285 году произошло обручение малолетних детей Эдуарда и Флориса — Иоанна Голландского и Елизаветы Английской.
В 1291 году Флорис совершил путешествие в Шотландию, передав английскому королю на воспитание своего сына Иоанна. В 1292 году Флорис, как правнук Ады, сестры Вильгельма I Льва, выдвинул претензии на шотландский трон во время «Великой тяжбы». Хотя он и не получил поддержки от Эдуарда, но поддержал Англию в новом конфликте с Францией. Флорис выступил посредником между Эдуардом и королём Германии Адольфом Нассау в 1298 году.

## Заговор и смерть
Эдвард I, стремясь получись поддержку Фландрии против Франции, переместил контору по торговле шерстью из голландского Дордрехта в брабантский Мехелен. В ответ Филипп IV Красивый в 1296 году получил поддержку противников Ги Дампьера, Жана II д’Авена и Флориса V Голландского. Эдвард I запретил английскую торговлю с Голландией и вместе с графом Фландрии помог организовать заговор части знати против Флориса. Гейсбрехт IV ван Амстел и Герман ван Вурден  вместе с Герхардом ван Велсеном во время ястребиной охоты захватили Флориса в плен и увезли его в замок Мёйдерслот. Жители, узнав о захвате графа, стали его искать. Похитители пытались скрыться но были остановлены сердитой толпой местных крестьян. Герхард ван Велсен убил графа, и заговорщики сбежали. Герхард ван Велсен позже был захвачен и убит в Лейдене.

## Семья

### Дети
Около 1270 года Флорис женился на Беатрисе, дочери Ги Дампьера, графа Фландрии. В браке родилось 11 детей:
- Дирк (в детстве)
- Флорис (в детстве)
- Вильгельм (в детстве)
- Отто (в детстве)
- Вильгельм (в детстве)
- Флорис (в детстве)
- Иоанн I (1284—1299), граф Голландии 1296—1299
- Беатриса (в детстве)
- Мехтильда (в детстве)
- Елизавета (в детстве)
- Маргарита ( — 1284), невеста с 1281 года Альфонса, графа Честера, сына Эдуарда I Английского

У Флориса было несколько внебрачных детей:
- Витт ван Хаемстеде[нидерл.] (1280/1282 — 1321) предок ван Хаемстеде.
- Катерина ван Голланд, жена Зведера[нидерл.] бургграфа Монтфурт[нидерл.] Монтфурт (англ. Zweder van Montfoort)
- Герхард ( — 1327)
- Виллем
- Алида
- Петер
- Дирк

## Память

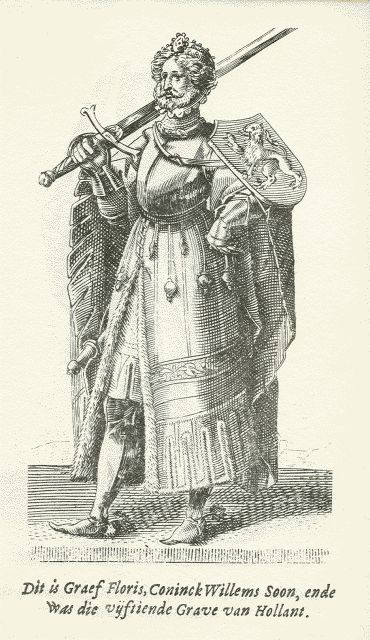
Флорис V.  Изображение 1663 года.
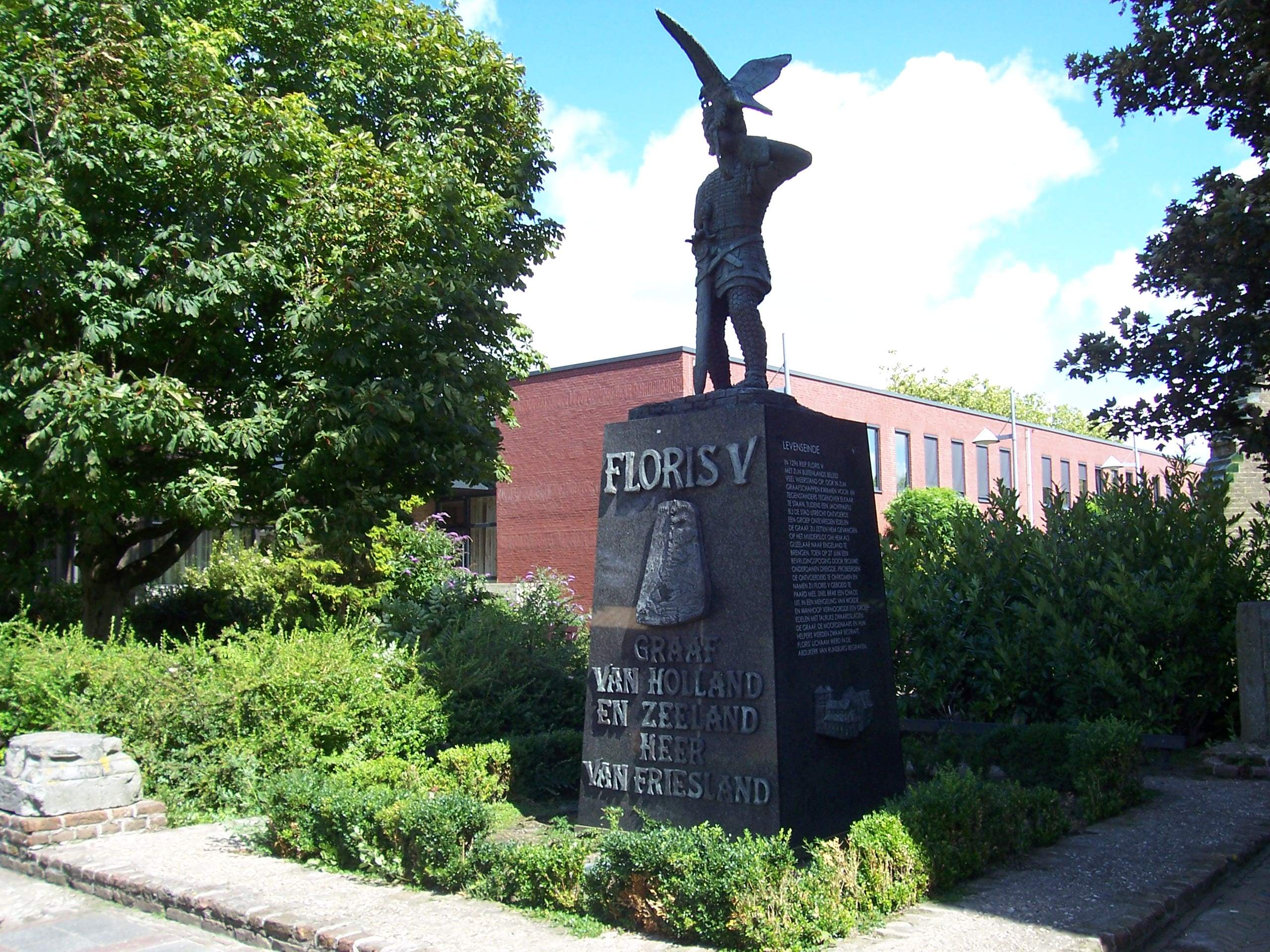
Статуя Флориса V в общине Катвейк. 2001 год
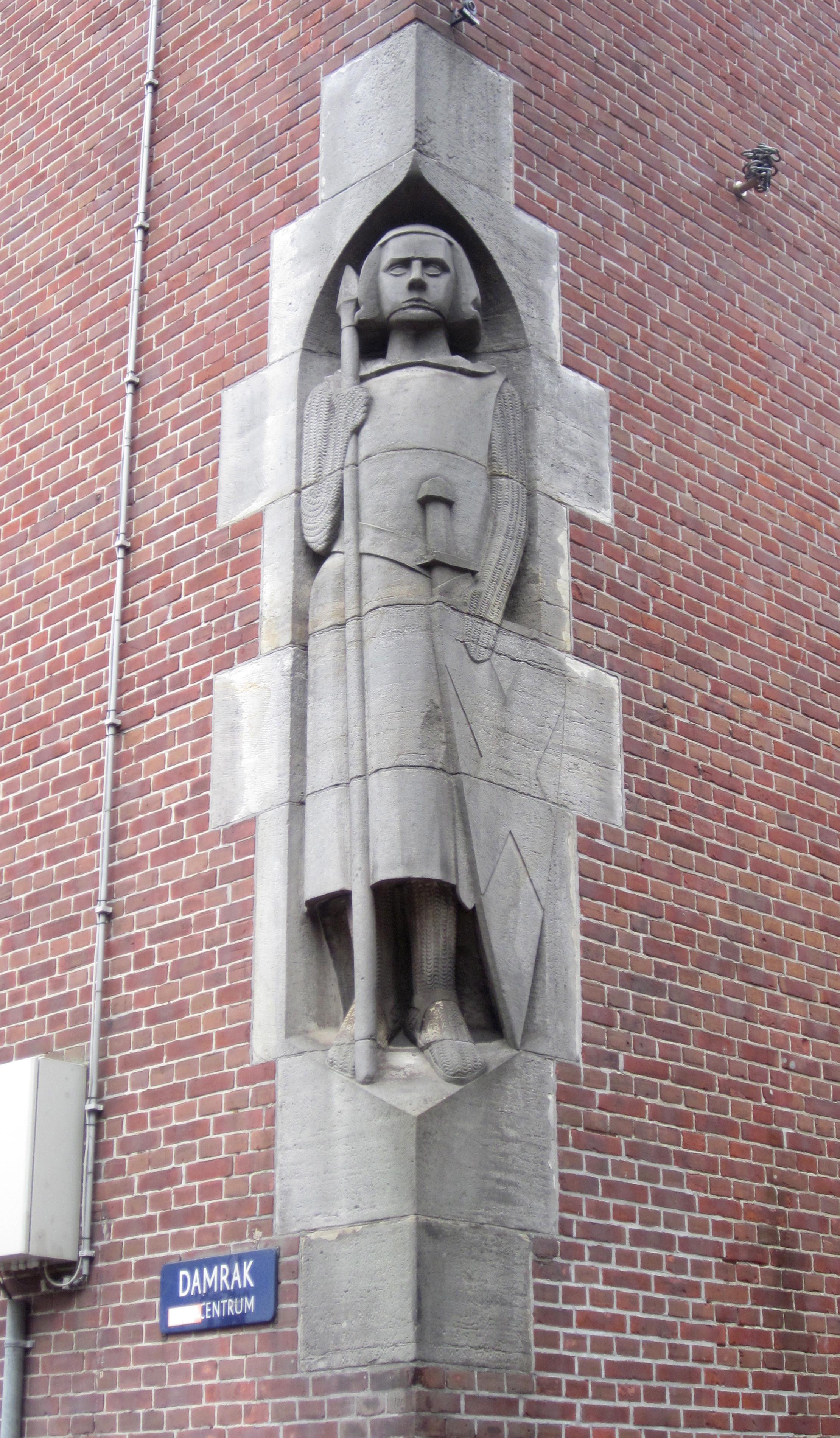
Статуя лорда Гейсбрехта IV ван Амстела
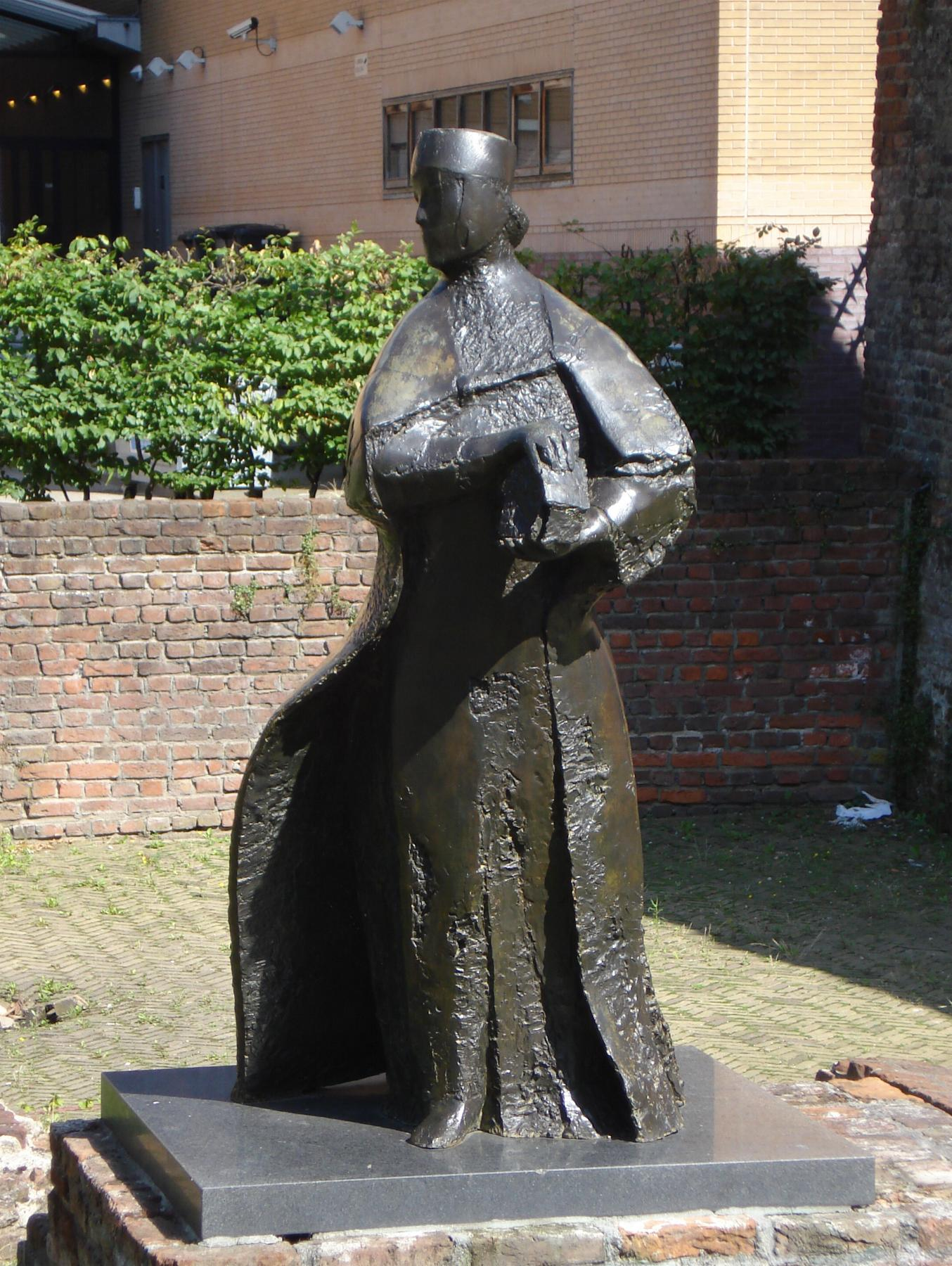
Статуя регентши Голландского графства Аделаиды в городе Схидам. 1991 год

Будучи популярным среди простого народа, граф Флорис V получил прозвище Крестьянский бог (нидерл. Keerlen god). Образ его был увековечен в «Рифмованной хронике» его придворного секретаря Мелиса Стоке (около 1305 г.), материалы которой использовались позднейшими нидерландскими историками и летописцами. 
Йост ван ден Вондел писал об Флорисе в пьесе «Гейсбрехт Амстердамский» (1637), Питер Хофт — в трагедии «Герхардт ван Фелзен», Вилем Билдрейк — в драме «Флорис V». У Хофта и Вондела Флорис — тиран, а его убийцы национальные герои. Билдрейк изобразил графа невиной жертвой вероломных вассалов.
Флорис V даровал торговые привилегии многим голландским населенным пунктам (например Амстердам, Слидрехт, Зутервауде, Схидам,Ворсхотен).